# Légende du muscat de Frontignan
La légende du muscat de Frontignan est une explication mythologique sur l'origine de la forme de la bouteille de muscat de Frontignan.

## Le chemin d'Hercule
Durant l'Antiquité, au sud de la Gaule, dans l'Hérault (département) actuel, au bord de la mer Méditerranée, près de l'actuelle commune de Frontignan, habitait le peuple des Volques Arécomiques. 
Héraclès, lors de son épopée qui le mena vers les bœufs de Géryon, serait passé par le massif de la Gardiole. Hélios, fils du Titan Hypérion, était quant à lui la personnification du Soleil ; et justement, lors du passage d'Héraclès en Gaule du sud, Hélios se trouvait agacé par le succès du héros. Il déchaina sa puissance solaire, et Héraclès s'en trouva épuisé, essoufflé et assoiffé. Le héros prit alors la décision de descendre vers le rivage méditerranéen pour assouvir sa soif. À son arrivée près de Frontignan, il rencontra des autochtones qui lui proposèrent du muscat. Héraclès but le flacon proposé et l'apprécia tellement qu'il le tordit pour boire jusqu'à la dernière goutte. La bouteille de muscat de Frontignan aurait gardé, depuis, une forme torsadée.